# Almansa
Almansa è un comune spagnolo  situato nella comunità autonoma di Castiglia-La Mancia.

## Monumenti e luoghi d'interesse
- Il Castello di Almansa (catalogato come Bien de Interés Cultural)

## Amministrazione

### Gemellaggi
È gemellato con:
- Scandiano
- [[File:Template:Naz/italia|class=noviewer|Template:Naz/italia (bandiera)|20x16px]] [[{{{2}}}]]Volvera